# Carl Peter Parelius Essendrop
Carl Peter Parelius Essendrop, född den 6 juni 1818 i Kristiania (nuvarande Oslo), död där den 18 oktober 1893, var en norsk präst och politiker, bror till Bernhard Ludvig Essendrop.
Essendrop blev teologie kandidat 1839 samt verkade från 1842 på åtskilliga ställen som skollärare och präst, tills han 1861 befordrades till biskop i Tromsø stift. 
År 1867 blev han stiftsprost i Kristiania, 1872-74 var han statsråd och chef för kirkedepartementet och blev 1875 biskop i Kristiania stift. 
Åren 1877-79 deltog han, i egenskap av en bland huvudstadens stortingssuppleanter, i tingets förhandlingar. Han åtnjöt stort anseende som andlig talare och utgav Prædikener til alle årets søn- og helligdage (1873).